# Rone socken
Rone socken ingick i Gotlands södra härad, ingår sedan 1971 i Gotlands kommun och motsvarar från 2016 Rone distrikt.
Socknens areal är 45,60 kvadratkilometern, varav 45,58 land. År 2020 fanns här 394 invånare. Fiskeläget Ronehamn samt kyrkbyn Rone med sockenkyrkan Rone kyrka ligger i socknen. 

## Administrativ historik
Rone socken har medeltida ursprung. Socknen tillhörde Hemse ting som i sin tur ingick i Burs setting i Sudertredingen.
Vid kommunreformen 1862 övergick socknens ansvar för de kyrkliga frågorna till Rone församling och för de borgerliga frågorna bildades Rone landskommun. Landskommunen inkorporerades 1952 i Hemse landskommun och ingår sedan 1971 i Gotlands kommun. Församlingen uppgick 2006 i Alva, Hemse och Rone församling.
1 januari 2016 inrättades distriktet Rone, med samma omfattning som församlingen hade 1999/2000.  
Socknen har tillhört samma fögderier och domsagor som Gotlands södra härad. De indelta båtsmännen tillhörde Gotlands andra båtsmanskompani.

## Geografi
Rone socken ligger på södra delen av Gotlands östkust med den nu utdikade Rone myr i väster. Socknen är en uppodlad slättbygd med inslag av skog och strandängar närmast kusten. Ett av Gotlands största flyttblock, Bastustajnen, ligger i socknen.

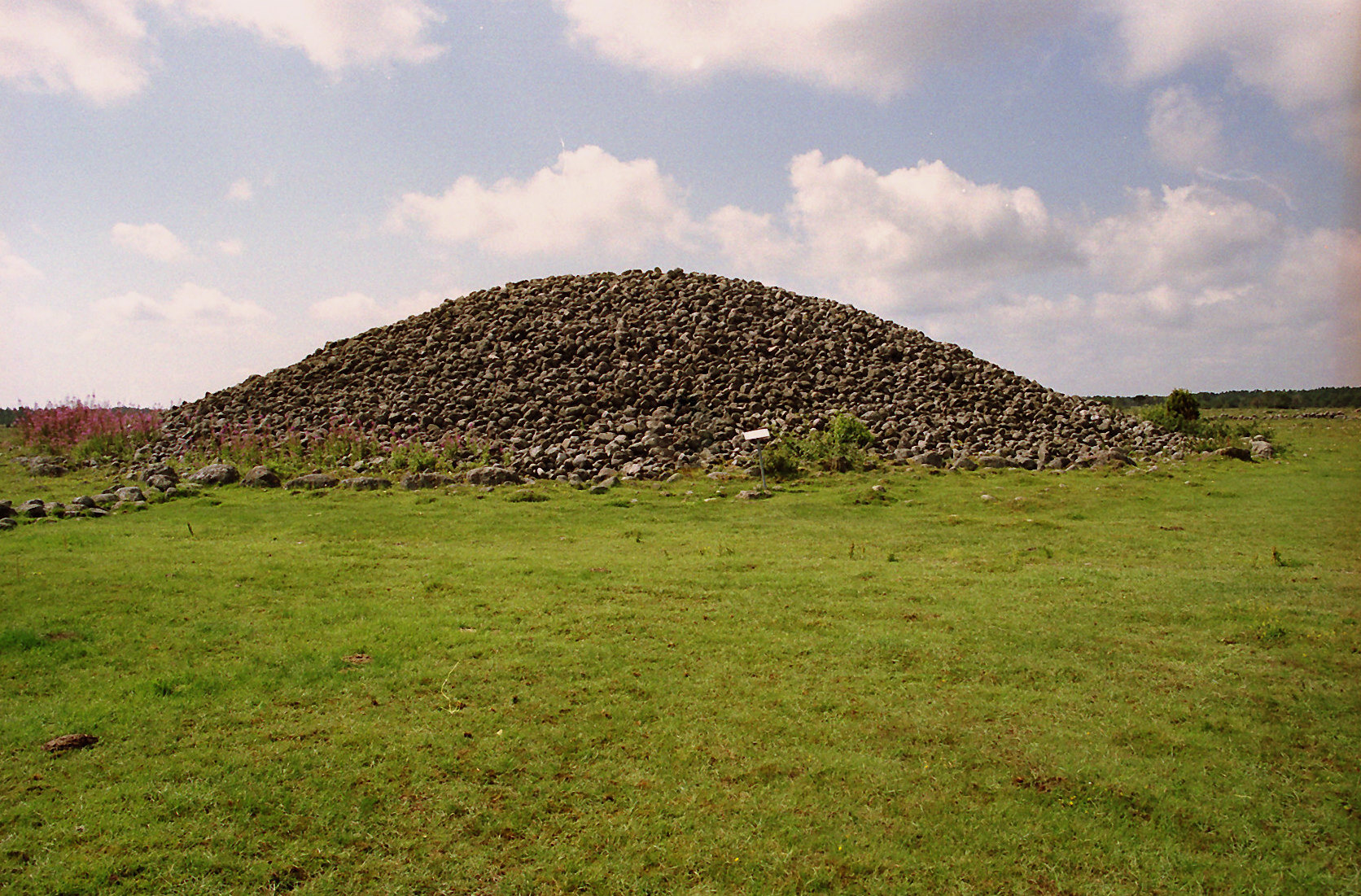
Uggarde rojr

### Gårdsnamn
Autsarve, Botes, Burge, Davide, Domerarve, Findarve, Frigsarve, Gerete, Getor, Gullgårde, Hallbenarve, Halor, Hägdarve, Jakobs, Jaksarve, Lauritse, Lillgårds, Magnuse, Malms, Mattsarve, Ogges, Prästgården, Roes, Sigdes, Smissarve, Stale, Tomte, Tronhage, Uggårde, Vinarve, Ålarve, Änggårde.

## Fornlämningar
Från bronsåldern finns det flera gravrösen bland andra storhögen Uggarde rojr. Från järnåldern finns 20 gravfält, husgrunder, stensträngar, och sliprännestenar. Sex vikingatida silverskatter har påträffats.

## Namnet
Namnet (1200-talet med runor ronum) innehåller sannolikt raun, stenhop, stengrund'.

## Befolkningsutveckling
| Befolkningsutvecklingen i Rone socken 1780–2020 | Befolkningsutvecklingen i Rone socken 1780–2020 | Befolkningsutvecklingen i Rone socken 1780–2020 | Befolkningsutvecklingen i Rone socken 1780–2020 | Befolkningsutvecklingen i Rone socken 1780–2020 |
| --- | ----------------------------------------------- | ----------------------------------------------- | ----------------------------------------------- | ----------------------------------------------- |
| |                                                 |                                                 |                                                 |                                                 |
| År |                                                 |                                                 | Folkmängd                                       |                                                 |
| 1780 | 1780                                            |                                                 | 512                                             |                                                 |
| 1790 | 1790                                            |                                                 | 518                                             |                                                 |
| 1800 | 1800                                            |                                                 | 597                                             |                                                 |
| 1810 | 1810                                            |                                                 | 639                                             |                                                 |
| 1820 | 1820                                            |                                                 | 686                                             |                                                 |
| 1830 | 1830                                            |                                                 | 720                                             |                                                 |
| 1840 | 1840                                            |                                                 | 795                                             |                                                 |
| 1850 | 1850                                            |                                                 | 780                                             |                                                 |
| 1860 | 1860                                            |                                                 | 929                                             |                                                 |
| 1870 | 1870                                            |                                                 | 1 086                                           |                                                 |
| 1880 | 1880                                            |                                                 | 1 096                                           |                                                 |
| 1890 | 1890                                            |                                                 | 1 025                                           |                                                 |
| 1900 | 1900                                            |                                                 | 1 037                                           |                                                 |
| 1910 | 1910                                            |                                                 | 1 011                                           |                                                 |
| 1920 | 1920                                            |                                                 | 1 000                                           |                                                 |
| 1930 | 1930                                            |                                                 | 935                                             |                                                 |
| 1940 | 1940                                            |                                                 | 880                                             |                                                 |
| 1950 | 1950                                            |                                                 | 832                                             |                                                 |
| 1960 | 1960                                            |                                                 | 741                                             |                                                 |
| 1970 | 1970                                            |                                                 | 617                                             |                                                 |
| 1980 | 1980                                            |                                                 | 580                                             |                                                 |
| 1990 | 1990                                            |                                                 | 605                                             |                                                 |
| 2000 | 2000                                            |                                                 | 549                                             |                                                 |
| 2010 | 2010                                            |                                                 | 469                                             |                                                 |
| 2020 | 2020                                            |                                                 | 394                                             |                                                 |
| Anm: Källor: Umeå universitet - Tabellverket 1749-1859, Demografiska databasen, CEDAR, Umeå universitet, Befolkningsutvecklingen i Gotlands socknar 2000 - 2010, Folkmängden per distrikt, landskap, landsdel eller riket efter kön. År 2015 - 2022. |                                                 |                                                 |                                                 |                                                 |

### Fotnoter
1. 1 2  Svensk Uppslagsbok andra upplagan 1947–1955: Rone socken
2. ↑  ”Folkmängden per distrikt, landskap, landsdel eller riket efter kön. År 2015 - 2022”. Statistikdatabasen. Statistiska centralbyrån. http://www.statistikdatabasen.scb.se/pxweb/sv/ssd/START__BE__BE0101__BE0101A/FolkmangdDistrikt/. Läst 23 april 2023.
3. ↑  Harlén, Hans; Harlén Eivy (2003). Sverige från A till Ö: geografisk-historisk uppslagsbok. Stockholm: Kommentus. Libris 9337075. ISBN 91-7345-139-8
4. ↑  ”Församlingar”. Statistiska centralbyrån. https://www.scb.se/hitta-statistik/regional-statistik-och-kartor/regionala-indelningar/forsamlingar/. Läst 30 december 2022.
5. ↑  Administrativ historik för Rone socken (Klicka på församlingsposten). Källa: Nationella arkivdatabasen, Riksarkivet.
6. ↑  Om Gotlands båtsmanskompani
7. 1 2  Sjögren, Otto (1931). Sverige geografisk beskrivning del 2 Östergötlands, Jönköpings, Kronobergs, Kalmar och Gotlands län. Stockholm: Wahlström & Widstrand. Libris 9939
8. 1 2 3  Nationalencyklopedin
9. ↑  Förteckning över slipskåror
10. ↑  Fornlämningar, Statens historiska museum: Rone socken
11. ↑  Fornminnesregistret, Riksantikvarieämbetet: Rone socken Fornminnen i socknen erhålls på kartan genom att skriva in sockennamn (utan "socken") i "Ange geografiskt område"
12. ↑  Mats Wahlberg, red (2003). Svenskt ortnamnslexikon. Uppsala: Institutet för språk och folkminnen. Libris 8998039. ISBN 91-7229-020-X. https://isof.diva-portal.org/smash/get/diva2:1175717/FULLTEXT02.pdf